# Johannes Jaeger (Agrarwissenschaftler)
Johannes Jaeger (* 24. Juni 1897 in Kollin, Krs. Pyritz, Pommern; † 1. Januar 1972, in Halle (Saale)) war ein deutscher Agrarwissenschaftler auf dem Gebiet der Geflügelwirtschaft.

## Leben und Wirken
Johannes Jaeger wurde in Kollin, Kreis Pyritz, Regierungsbezirk Stettin der preußischen Provinz Pommern als Sohn eines Bauern geboren. Nach dem Oberrealabschluss begann er das Studium der Landwirtschaft an der Universität Jena. Wegen Krankheit seines Vaters musste er nach drei Semestern die Ausbildung unterbrechen, konnte sie erst 1926 fortsetzen und 1927 als Diplomlandwirt abschließen. Am 1. April 1929 wurde er Assistent an der Lehr- und Versuchsanstalt für Geflügelzucht in Halle-Cröllwitz (eigentlich seit 1815 Kröllwitz geschrieben), die bereits seit 1901 als Staatliche Zentralgeflügelzuchtanstalt bestand und der Landwirtschaftskammer für die Provinz Sachsen unterstand. Der Ort Kröllwitz liegt westlich der Saale gegenüber der Burg Giebichenstein und wurde 1900 in die Stadt Halle eingemeindet. Die Anstalt befand sich in der Dölauer Straße 21 zwischen der Saale und der Dölauer Heide. 
Jaeger legte 1930 die Prüfung als Tierzuchtinspektor ab. Im März 1933 übernahm er in der Nachfolge von Alfred Beeck und Richard Römer die Direktion der Forschungsanstalt, die nun der Landesbauernschaft Sachsen-Anhalt mit dem Gau Halle-Merseburg unterstand. Im Zweiten Weltkrieg gab es ab Juli 1944 schwere Luftangriffe auf Halle mit Schäden an der Einrichtung. Deswegen wurde die Anstalt umgehend etwa 20 Kilometer nordwestlich nach Merbitz im Saalkreis (zwischen Nauendorf und Löbejün mit Bahnhof in Nauendorf) verlegt. Nach dem Ende des Zweiten Weltkrieges nannte man sie Landesinstitut für Kleintierzucht und unterstellte sie dem 1947 neu gebildeten Land Sachsen-Anhalt. Es erfolgte auf Flächen des Lehr- und Versuchsgutes Merbitz eine wesentliche Erweiterung an Gebäuden und Anlagen sowie Herdbuchzucht mit Hühnern. Ab 1954 gab es die Hühnerleistungsprüfung. Es wurde eine neue Musteranlage für Geflügel errichtet, um insbesondere Forschungen zur Legehennenhaltung und Kükenaufzucht durchzuführen. 1960 erfolgte die Unterstellung als Institut für Geflügelwirtschaft zum Ministerium für Landwirtschaft, Erfassung und Forstwirtschaft der DDR in Berlin mit den weiteren Forschungsschwerpunkten Zucht, Haltung und Fütterung von Geflügel in nun größeren Beständen. Das betraf auch die Vorbereitung von Hybridprogrammen beim Legehuhn. 
Am 15. November 1962 schied Jaeger nach fast 30 Jahren als Institutsleiter altersmäßig aus, wurde aber noch zum Direktor der angeschlossenen Fachschule und zum Professor berufen. Er starb am Jahreswechsel 1971/72 in Halle.

## Schwerpunkte
- Wirtschaftsgeflügelarten als Hauptgegenstand
- Zucht, Aufzucht und Haltung bei Geflügel
- Fütterungsversuche bei Wirtschaftsgeflügel
- Leistungsprüfung bei Gänsen und Hühnern
- Fortsetzung der Zuchtarbeit an den Cröllwitzer Puten als Spezialrasse
- Vielfältige Publikationen in Jahresberichten, Fachzeitschriften und -büchern
- Langjährige Zusammenarbeit mit dem Berliner Fachverlag Fritz Pfenningstorff
- Betreuung von örtlichen und zentralen Geflügelschauen
- Durchführung von Lehrgängen für Fachpersonal
- Herausgabe der Kröllwitzer, später der Merbitzer Berichte
- Vorlesungen über Kleintierzucht im Landwirtschaftsstudium der Universität Halle

## Ehrenamt
- Obmann für landwirtschaftliches Geflügel auf Spezial- und zentralen Tierschauen (zwischen 1950 und 1960 mehrfach in Leipzig-Markkleeberg – „agra der DDR“)

## Ehrung
- 1957 Verdienter Züchter
- 1962 Professorentitel

## Publikationen (Auswahl)
- Bericht über eine Gänseleistungsprüfung in Halle-Cröllwitz. In: Archiv für Geflügelkunde, Jg. 1935, H 11/12, 329–343
- Fütterungsversuche über die Verwendung von Hafer als Körnerfutter bei Legehennen. Berlin : Fritz Pfenningstorff, 1935, 157–163
- Leitfaden der natürlichen und künstlichen Kükenaufzucht. Berlin, 1941 2. Aufl., 66 S.; Kleintierzuchtbücherei: Bd. 6
- Ländliche Geflügelhaltung. Berlin 1937, 90 S.
- Ratgeber für die natürliche und künstliche Kükenaufzucht. Stuttgart 1949, 53 S.,1951 und Neumann 1949, 1951, 51 S.
- Das Wirtschaftsgeflügel. Berlin : Deutscher Bauernverlag, 1957, 343 S.
- Legehennenaufzucht ohne Auslauf. Mit Horst Hattenhauer. Berlin, 1960, 135 S.
- Versuchstätigkeit des Institutes für Geflügelwirtschaft Merbitz vom 30. September 1957 bis 1. August 1961. Zum 60jährigen Bestehen des Institutes. Hrsg. J. Jaeger, Halle 1961
- Jahresberichte 1956 bis 1963